# Ephesiella antarctica
Ephesiella antarctica är en ringmaskart som först beskrevs av McIntosh 1885.  Ephesiella antarctica ingår i släktet Ephesiella och familjen Sphaerodoridae. Inga underarter finns listade i Catalogue of Life.